# Algida
Algida je firma vyrábějící zmrzliny. Společnost založili v Římě roku 1945 Alfred Wiesner a Italo Barbiani. Algida se prodává po celém světě. Mateřskou firmou Algidy je nadnárodní korporace Unilever.
Algida prodává různé druhy zmrzlin, které můžeme rozdělit na impulsní zmrzliny (nanuky) a rodinná balení, kopečkovou zmrzlinu, točenou zmrzlinu, ledovou tříšť a zmrzlinové speciality. Mezi zmrzliny Algidy patří Magnum, Míša, Cornetto, Ben&Jerry's, Carte d'Or, Big Milk a další.
Název Algida je odvozen z latinského algidus, což znamená chladný, mrazivý.